# النظرية السياسية النسوية
النظرية السياسية النسوية هي مجال جديد في النظرية النسوية (التي ظهرت في أواخر الثمانينيات وأوائل التسعينيات من القرن الماضي) والتي تؤكد على أن للدولة والسياسات العامة والمؤسسات تأثير على العلاقات بين الجنسين. وهذه النظرية تحلل "السياسات وتأثيرها على العلاقات بين الجنسين، وبالتالي تقدم مساهمات مهمة لتحليل نظام الحكم والعلوم السياسية بشكل عام". ومع ذلك توجد في المجال وجهات نظر مختلفة ناتجة عن أنواع مختلفة من التحليلات - الماركسي والاشتراكي والليبرالي وما إلى ذلك. ولكن ما هو مشترك بالنسبة لهذا المجال هو أنه تم التخلي عن الإهمال السابق للدولة في النظرية النسوية. ويهذا التحول الاستطرادي داخل التحليل النسوي يعكس التحول في العلوم السياسية ككل. فيما كان يُنظر إلي الدولة سابقًا باعتبارها ذكورية في الأساس، الآن بات يتم تحليلها في سياق علاقاتها الخاصة بالسلطة والطبقة والفئات الاجتماعية والاقتصادية بمنظور نسوي، كذلك أدوات الدولة الخاصة بتبعية النساء وهيكلة ونفوذ الأدوار والعلاقات بين الجنسين وبرؤية أكثر إيجابية - السياسات الاقتصادية الخاصة بتقليص التبعية المالية للمرأة على الرجل وتحليل ترقية مصالح النساء داخل الدولة، إما من خلال عمل البيروقراطيين النسويين العاملين في إطار نظام الدولة لتمكين النساء أو عندما تتصرف الدولة نفسها بطريقة من شأنها تعزيز مكانة المرأة (ستيتسون ومازور 1995)". تتضمن النظرية السياسية النسوية أبحاث مقارنة، وينصب تركيزها على السياسات التي تبني الموضوعات القائمة على الجنسين و"الوسائل التي يضع الجنسان من خلال السياسة العامة والوسائل التي يتم فيها بناء قضايا خاصة بالجنسين مثل "عدم مساواة المرأة" في المناقشات وصناعة القرار السياسي (انظر باتشي، 1999)".

## تاريخ
لتلخيص موسع حول تاريخ الحركة النسوية، راجع مقال النسوية. لم يتبلور مفهوم النظرية السياسية النسوية في الغرب سوى خلال حركات تحرير المرأة في الستينيات والسبعينيات. سابقًا، تناولت أعداد قليلة جدًا من الكتابات النظرية السياسية الوضع السياسي للمرأة بشكل صريح. تعتبر دعوة جون ستيوارت مل عام 1861 إلى حق المرأة في التصويت ضمن مقالها بعنوان «استعباد النساء» استثناءًا. في بدايات القرن العشرين، كشف كتاب الجنس الآخر للكاتبة سيمون دي بوفوار السمات المحيطة بحياة المرأة ووضع الأساس لنظريات نسوية لاحقة تكشف الخضوع الاجتماعي للمرأة. في الثمانينيات والتسعينيات، اتسع نطاق النظرية النسوية في المجال القانوني بقيادة حملتي كاترين ماكينون وأندريا دوركين ضد المواد الإباحية. تميزت بالمراحل المتعددة التالية:

### النسوية الراديكالية
قامت الحركة النسوية الراديكالية في بدايتها على مفهومي الأسرة النواتية والأنوثة بشكلها التقليدي من وجهة نظر مغايرة الجنس. تركت الحركة النسوية الراديكالية جميع الأشكال السابقة للنظرية السياسية من أجل تشكيل نظريات جديدة تمامًا ترتكز على التجارب المباشرة للنساء. شهدت الحركة النسائية الراديكالية عديدًا من التحولات مع مرور الزمن، مثل مواجهة ردة فعل مناهضة للحركة النسوية (الحركة الإنسانية). لكن يبقى من المهم فهم التاريخ النظري والاستمرارية.

### النسوية الليبرالية
مثلت الحركة النسائية الليبرالية نهجًا مهمًا في التعامل مع السياسات النسوية، التي سادت بشكل خاص خلال النصف الأول من القرن العشرين. نشرت بعض أكثر الكتابات شهرة حول الحركة النسائية الليبرالية قبل زمن أبعد، من بينها كتاب «دفاعًا عن حقوق المرأة» للكاتبة ماري وولستونكرافت عام 1792، وكتاب استعباد النساء للكاتب جون ستورات مل عام 7869. يعد التأكيد على تكافؤ الفرص من خلال العدل والحقوق السياسية المتساوية سمة بارزة للحركة النسوية الليبرالية. إضافة إلى ذلك، لدائرة المعارف الدولية للأخلاقيات، «لا زالت النسوية الليبرالية من الماضي وحتى اليوم محتفظة بنوع من الالتزام في التمييز بين المجالين العام والخاص، وهو تمييز يصب تركيزه على نقد النظرية السياسية النسائية».

### النسوية الماركسية والاشتراكية
اعتبرت الحركة النسوية الماركسية والاشتراكية التصنيف الطبقي المصدر الرئيسي لقمع المرأة. «لا تسمح النظرية الماركسية للمرأة أكثر من غيرها من طوائف المظلومين بأن تجعل نفسها موضوعًا تاريخيًا، إذ لا تأخذ الماركسية بعين الاعتبار أن الطبقة الواحدة تتألف من أفراد متميزين واحدًا عن الآخر. الوعي الطبقي ليس كافيًا. يجب علينا الفهم الفلسفي (السياسي) لمفاهيم «الخاضع» «والوعي الطبقي» والعلاقة بينهما وتاريخنا».

### النسوية البيئية
في سبعينيات القرن العشرين، أدت آثار التطور التقني في فترة ما بعد الحرب العالمية الثانية إلى قيام العديد من النساء بتنظيم صفوفهن ضد قضايا تراوحت ما بين التلوث السام للأحياء إلى تجارب الأسلحة النووية على أراضي السكان الأصليين. كان ذلك النشاط الشعبي الذي ظهر في كل قارة متقاطعًا وعابرًا للثقافات في الكفاح بسبيل حماية ظروف الحياة على الأرض. استمرت الأهمية السياسية لحركة النسوية البيئية بالتوسع. تضمنت الأعمال الأدبية للحركة كتاب «موت الطبيعية» لكارولين ميرشانت، الولايات المتحدة الأمريكية؛ «الحكم الأبوي والتكدس على نطاق عالمي» للكاتبة ماريا مايز، ألمانيا؛ «البقاء على قيد الحياة: النسوية البيئية والتنمية» لفاندانا شيفا، الهند؛ «النسوية البيئية كسياسة: الطبيعة وماركس وما بعد الحداثة» لآريل ساليه، أستراليا. تنطوي النسوية البيئية على نقد كامل لنظرية أصول المعرفة المركزة على الغرب، والعلوم، والاقتصاد، والثقافة. ازدادت شهرة الحركة بوصفها استجابة نسائية للانهيار المعاصر للنظام البيئي للكوكب.